# Art públic

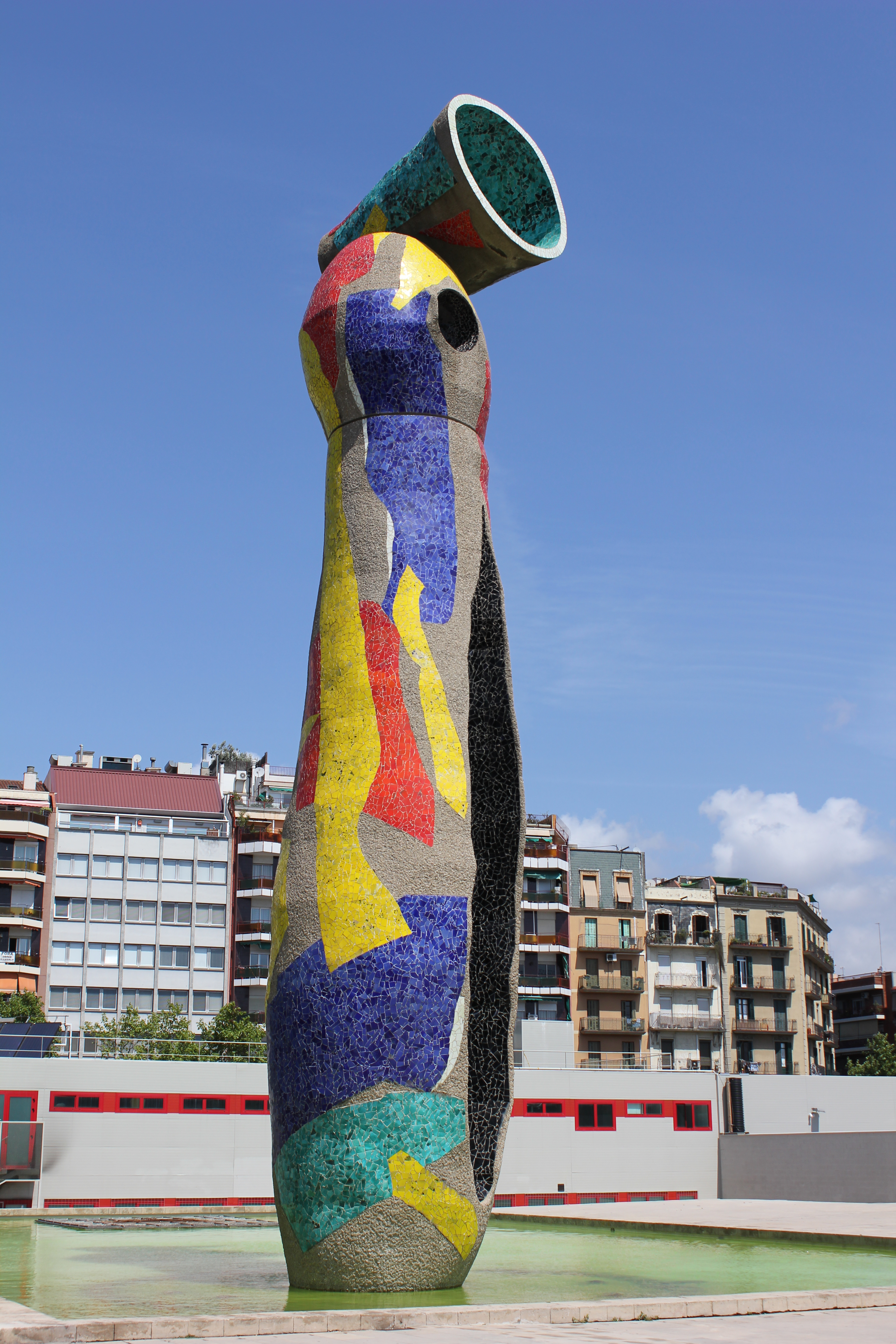
Dona i Ocell, escultura de Joan Miró a Barcelona

L'art públic, o art civil, és una noció artística que engloba diferents tipus d'obres d'art dissenyades per a ser exposades en un espai públic generalment exterior accessible a tothom. Per als artistes implica una forma de treball específica per la interacció de l'obra amb l'emplaçament, la repercussió en la societat i la col·laboració amb l'administració o el propietari de l'espai públic. La modalitat tradicional és l'escultura pública però pot incloure arts aplicades al mobiliari urbà, elements d'arquitectura o manifestacions creatives d'arts visuals.

## Escultura pública
L'escultura pública es va desenvolupar en època renaixentista, seguint l'evolució dels estils artístics fins avui en dia. L'objectiu bàsic ha estat embellir la ciutat, alhora que s'organitzava l'espai públic, i atorgar un significat commemoratiu de fets o de personatges històrics. És una concepció de la ciutat com a escenari d'un museu a l'aire lliure de caràcter permanent. L'escultura pública s'ha utilitzat com un element per afavorir la regeneració d'espais urbans.
Aquesta modalitat tradicional ha estat revisada de forma crítica per la discutible eficàcia artística com a simple decoració sense plantejar una integració en el context de l'entorn urbà o una lectura crítica de la funció de l'espai públic vinculada a la comunitat.

## Art polític

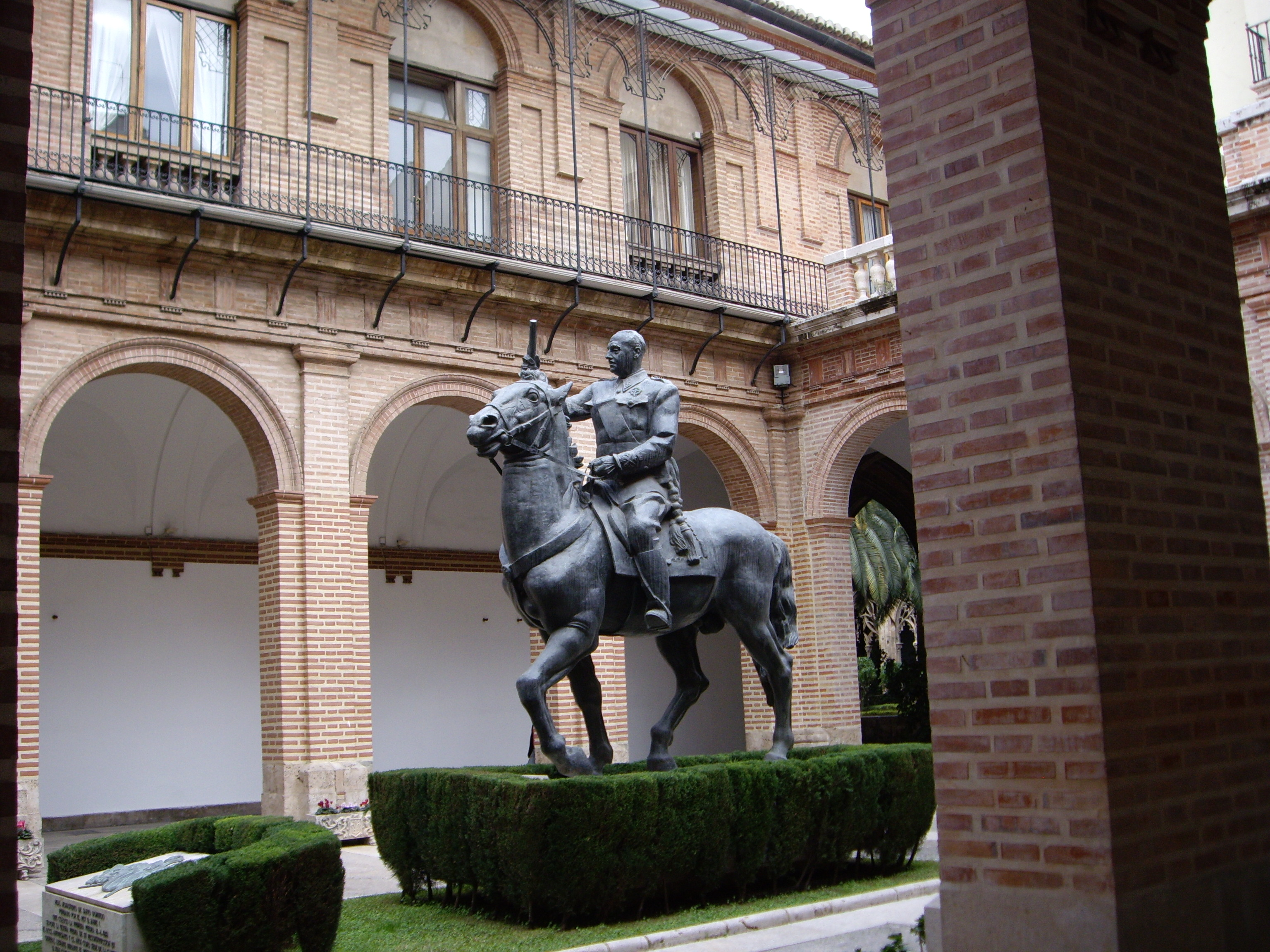
Estàtua de Franco a la Capitania General de València, retirada el 2010.

L'art públic s'ha utilitzat sovint amb finalitat política per representar certs valors o commemorar fets o personatges. En règims totalitaris s'ha utilitzat com a forma de propaganda provocant controvèrsia en produir-se un canvi de règim polític. És representatiu l'ús de l'art soviètic al servei de la dictadura del proletariat, de Mao durant la Revolució Cultural xinesa o la pervivència de símbols franquistes a Espanya.
Com a moviment social, l'art polític és una forma d'art públic enfocada a mostrar idees i crítiques socials. Els temes habituals poden ser la memòria col·lectiva no oficial, els excessos del mercat i del desenvolupament turístic, el control privat o vigilat de l'espai públic o d'altres problemes socials. Aquesta pràctica d'art reivindicatiu sol tenir un caràcter temporal, o bé puntual com a treball d'autor o bé desenvolupat en un període com a treball col·lectiu.
S'inscriu en el moviment d'art conceptual amb una transversalitat de disciplines, a més d'artística amb la història, la sociologia, l'antropologia i l'urbanisme. El 1995 va ser denominat per Suzanne Lacy com a "nous gèneres d'art públic", terme que va tenir fortuna entre els artistes d'avantguarda.
La crítica a l'art polític és per la mera representació dels problemes socials, donant-los visibilitat però sense proposar ni contribuir a les solucions.

## Art públic activista

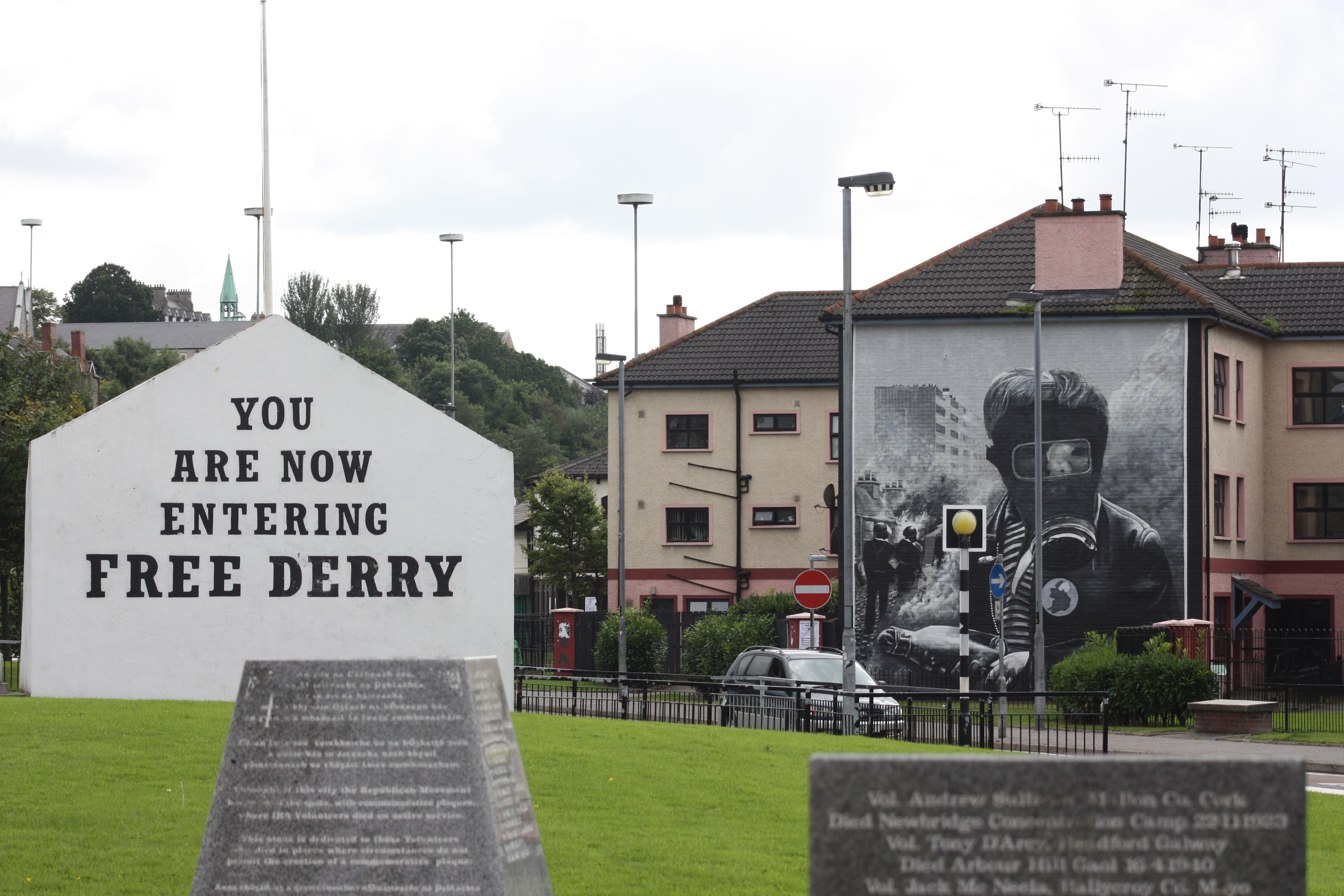
Mural reivindicatiu a Irlanda del Nord

L'art activista utilitza la creativitat per canalitzar les demandes des de l'interior dels conflictes o problemes socials. En lloc de consolidar els valors establerts, com l'escultura pública, o de representar el seu qüestionament, com l'art polític, l'art activista cerca una funció social de l'art amb la col·laboració i participació ciutadana. S'utilitza l'art públic com a eina prioritzant el valor de l'ús i de la producció de serveis.